# Lauren Perdue
Lauren Perdue (Charlottesville, 25 de junho de 1991) é uma nadadora norte-americana.
Classificou-se para os Jogos Olímpicos de Londres 2012, onde integrou a equipe campeã do revezamento 4x200 m livres.